# جيمس كالان غراهام
جيمس كالان غراهام هو محامي وسياسي أمريكي، ولد في 2 أكتوبر 1914، وتوفي في 23 يوليو 2006. انتخب عضو مجلس نواب تكساس ‏.